# Золотухинський район
Золотухинський район (рос. Золотухинский район) — адміністративно-територіальна одиниця та муніципальне утворення на півночі Курської області Росії.
Адміністративний центр — селище Золотухино.